# São José do Mantimento
São José do Mantimento é um município brasileiro do estado de Minas Gerais. De acordo com o IBGE, sua população estimada em 2010 era de 2.592 habitantes.

## Etimologia
A denominação da cidade deve-se ao seu padroeiro, São José, e ao ribeirão Mantimento, que banha o lugar.

## História

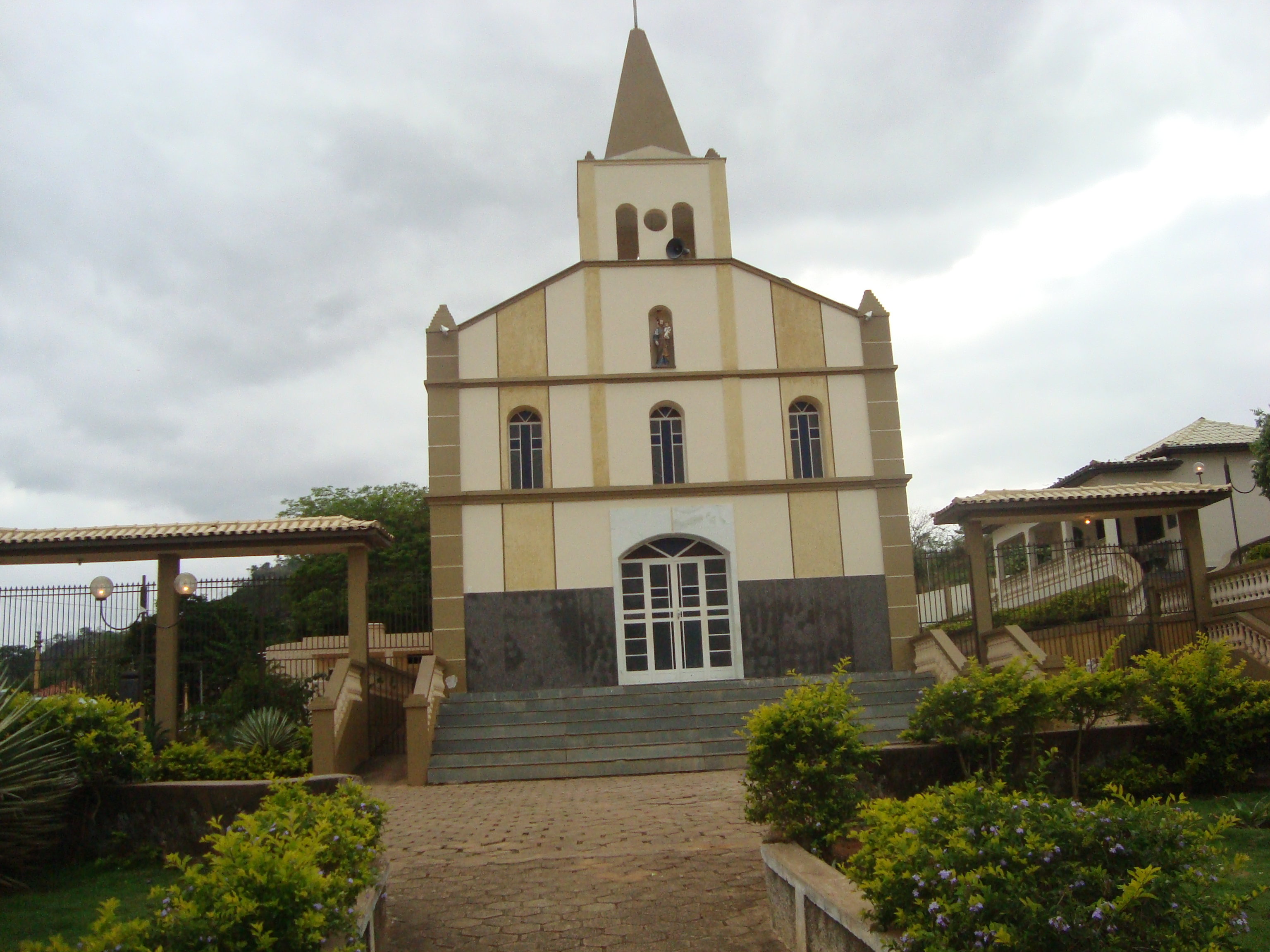
Igreja Católica de São José do Mantimento, em Minas Gerais

São José do Mantimento foi colonizado por famílias alemãs que vieram na primeira imigração para o Brasil, em 1824, a convite de Dom Pedro II. As famílias que se instalaram na localidade foram os Kaiser, Saar, Berbert e Sperber, dentre outros.
O município iniciou-se nas terras doadas por João Felisberto Lopes. A doação envolveu alguns litros de terras, vindo daí a primeira denominação do lugar: Meia Quarta. O povoado que ali cresceu pertencia a Manhumirim e, mais tarde, tornou-se distrito de Lajinha. Foi emancipado, em 1962. O primeiro prefeito da cidade foi Gilberto Emílio Berbert.

## Geografia
O município possui uma área de 64 quilômetros quadrados. A região apresenta um relevo acidentado. Dentre os acidentes geográficos, encontra-se a Pedra Redonda com 804 metros de altitude. O território é banhado pelo Córrego do Mantimento e pelo Rio José Pedro. O clima é o tropical de altitude e o solo é argiloso. A população é composta por descendentes de italianos, alemães, portugueses e africanos.

## Educação
As principais escolas do município são: A Escola Estadual Orosimbo Gomes de Moraes e as Escolas Municipais Cleone Berbert, Eduardo Sperber, Manoel Texeira Neves, José Silvino dos Santos, Nylson Texeira Pinto e a Creche Municipal Tia Cema.